# جواو بانستر
جواو بانستر (بالإنجليزية: Jo Bannister)‏ هي صحفية بريطانية، ولدت في 31 يوليو 1951 في روتشديل في المملكة المتحدة.